# GKS Katowice

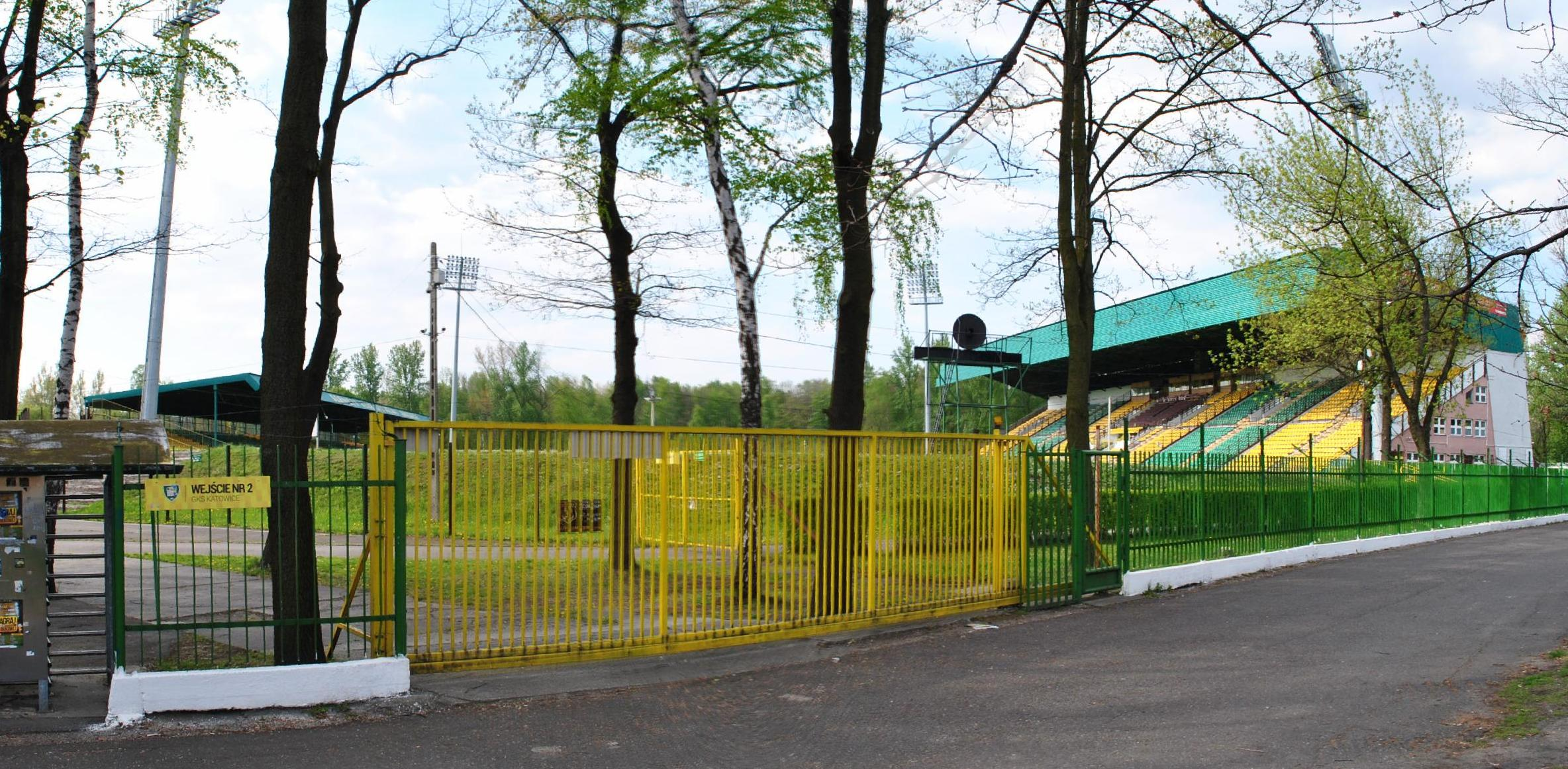
Estadio GKS Katowice.

El GKS Katowice es un club de fútbol de Polonia que juega en la Ekstraklasa, la liga de fútbol más importante del país.

## Historia
Fue fundado en el año 1964 en la ciudad de Katowice a raíz de la fusión de los equipos  Rapid/Orzeł, Górnik Katowice, Koszutka Katowice, Katowicki Klub Łyżwiarski (equipo de patinaje), Katowicki Klub Sportowy Górnik, Górniczy Klub Żeglarski Szkwał (equipo de vela) y otros equipos de la ciudad para crear al GKS Katowice con el propósito de unir a clubes y organizaciones deportivas de la ciudad en un solo equipo que participara en varias disciplinas, debutando en la Ekstraklasa un año más tarde ante el Górnik Zabrze, uno de sus rivales en la ciudad. Posee una rivalidad también con el Ruch Chorzow.
Por problemas financieros y legales, el equipo fue relegado a la Cuarta División en el año 2004/05, aunque actualmente milita en la I Liga. Nunca ha sido campeón de Liga, ha ganado 3 títulos de Copa en 8 finales y dos Supercopas. A nivel internacional ha participado en 12 torneos continentales, donde su mejor participación ha sido en la Copa UEFA de 1994/95, donde avanzó hasta los octavos de final.

## Jugadores

### Jugadores destacados
| - Gija Guruli - Paweł Brożek - Grzegorz Fonfara - Jan Furtok - Janusz Jojko - Marek Koniarek | - Mirosław Kubisztal - Piotr Polczak - Piotr Świerczewski - Mirosław Sznaucner - Tomasz Zahorski - Moussa Yahaya |  |

## Participación en competiciones de la UEFA
| Temporada | Torneo                | Ronda      | Club                   | Marcador | Global |
| --------- | --------------------- | ---------- | ---------------------- | -------- | ------ |
| 1970/71   | Copa de Ferias        | 1          | FC Barcelona           | 0-1, 2-3 | 2-4    |
| 1986/87   | UEFA Cup Winners' Cup | 1          | Fram Reykjavik         | 3-0, 1-0 | 4-0    |
| 1986/87   | UEFA Cup Winners' Cup | 2          | FC Sion                | 2-2, 0-3 | 2-5    |
| 1987/88   | Copa UEFA             | 1          | Sportul Studenţesc     | 0-1, 1-2 | 1-3    |
| 1988/89   | Copa UEFA             | 1          | Rangers FC             | 0-1, 2-4 | 2-5    |
| 1989/90   | Copa UEFA             | 1          | RoPS                   | 1-1, 0-1 | 1-2    |
| 1990/91   | Copa UEFA             | 1          | Turun Palloseura       | 3-0, 1-0 | 4-0    |
| 1990/91   | Copa UEFA             | 2          | Bayer 04 Leverkusen    | 1-2, 0-4 | 1-6    |
| 1991/92   | UEFA Cup Winners' Cup | 1          | Motherwell FC          | 2-0, 1-3 | 3-3    |
| 1991/92   | UEFA Cup Winners' Cup | 2          | Club Brugge            | 0-1, 0-3 | 0-4    |
| 1992/93   | Copa UEFA             | 1          | Galatasaray            | 0-0, 1-2 | 1-2    |
| 1993/94   | UEFA Cup Winners' Cup | 1          | SL Benfica             | 0-1, 1-1 | 1-2    |
| 1994/95   | Copa UEFA             | Preliminar | Inter Cardiff FC       | 2-0, 6-0 | 8-0    |
| 1994/95   | Copa UEFA             | 1          | Aris Thessaloniki      | 1-0, 0-1 | 1-1    |
| 1994/95   | Copa UEFA             | 2          | Girondins de Bordeaux  | 1-0, 1-1 | 1-2    |
| 1994/95   | Copa UEFA             | 3          | Bayer 04 Leverkusen    | 1-4, 0-4 | 1-8    |
| 1995/96   | UEFA Cup Winners' Cup | Preliminar | Ararat Ereván          | 2-0, 0-2 | 2-2    |
| 2003/04   | Copa UEFA             | Preliminar | Cementarnica 55 Skopje | 0-0, 1-1 | 1-1    |

## Palmarés
- Copa de Polonia: 3

1986, 1991, 1993
- - Finalista: 5

1985, 1987, 1990, 1995, 1997
- Supercopa polaca de fútbol: 2

1991, 1995